# Европейская ассоциация свободной торговли
Европейская ассоциация свободной торговли (ЕАСТ) была создана в 1960 году с целью создания зоны свободной торговли, первоначальными членами были Великобритания, Дания, Норвегия, Швеция, Австрия, Швейцария и Португалия. Финляндия стала ассоциированным членом в 1961 (в 1986 году стала полноправным членом), а Исландия вошла в состав ЕАСТ в 1970 году. Лихтенштейн присоединился в 1991 году (предварительно, его интересы в ЕАСТ представляла Швейцария). Великобритания (1973), Дания (1973), Португалия (1986), Финляндия (1995), Австрия (1995), и Швеция (1995) вышли из ЕАСТ и стали членами ЕС. Сегодня только Исландия, Норвегия, Швейцария и Лихтенштейн остаются членами ЕАСТ.

## История образования

члены организации
государства, покинувшие организацию

Соперничество Великобритании с Францией и ФРГ на рубеже 1950—1960-х годов сделали невозможным её вступление в Европейское экономическое сообщество (ЕЭС). Создание второго интеграционного объединения в определённом смысле отражало это соперничество.
Европейская ассоциация свободной торговли (ЕАСТ) была создана 3 мая 1960 года как альтернатива для европейских государств, которые не могли или не желали присоединиться к Европейскому экономическому сообществу (теперь Европейский союз) и считали планы создания Европейского общего рынка слишком амбициозными.
Конвенция по ЕАСТ была подписана 4 января 1960 года в Стокгольме семью государствами: Великобритания, Дания, Норвегия, Швеция, Австрия, Швейцария и Португалия.
Стокгольмская конвенция была впоследствии заменена Вадуцской конвенцией. Эта Конвенция предусматривала либерализацию торговли среди государств-членов ассоциации к 1970 году путём снижения таможенных пошлин и свертывания количественных ограничений.
ЕАСТ ограничивалась более скромными задачами, чем ЕЭС. По Стокгольмской конвенции, таможенная политика ЕАСТ распространялась только на промышленные товары. Страны ЕАСТ не вводили единого тарифа на продукты, импортируемые из третьих стран, и сохраняли национальные таможенные пошлины, осуществляя таким образом самостоятельную торговую политику.

## Институты ЕАСТ
Европейской ассоциацией свободной торговли управляет Совет ЕАСТ. Совет собирается дважды в месяц на уровне министров или постоянных представителей. В своей деятельности он опирается на ряд комитетов: таможенные эксперты, торговые эксперты, экономический комитет, консультативный комитет (представители предпринимателей и профсоюзов, до пяти человек от каждого государства-члена), комитет парламентариев, бюджетный комитет и др. Созываемые время от времени экспертные группы рассматривают специальные вопросы. Совет контролирует ход выполнения Конвенции об учреждении ЕАСТ, разрабатывает рекомендации правительствам стран-участниц.
Секретариат, возглавляемый генеральным секретарём, оказывает поддержку Совету, комитетам и экспертным группам. Шесть отделов секретариата ответственны за вопросы торговли, экономики, интеграции, прессы и информации и др. Секретариат ЕАСТ размещён в Женеве (Швейцария).
В связи с Соглашением о Европейском экономическом пространстве 1992 года, были учреждены ещё две организации ЕАСТ: Наблюдательный орган ЕАСТ и Суд ЕАСТ. Штаб-квартира Наблюдательного органа ЕАСТ находится в Брюсселе (так же, как и штаб-квартира Европейской комиссии), в то время как Суд ЕАСТ размещён в Люксембурге (как и Суд Европейского союза).
Все руководящие органы Ассоциации, в отличие от органов ЕЭС, выполняют преимущественно консультативные функции.

## Развитие ЕАСТ
К началу 1970-х годов в ЕАСТ был завершён процесс создания зоны свободной торговли. Она стала наиболее известной и значимой из всех уже построенных ассоциаций свободной торговли. Наметились тенденции к перерастанию этой организации в более развитые формы интеграции, в частности в экономический союз, но эти тенденции не были реализованы. Хотя планы создания ассоциации свободной торговли в Европе удалось претворить в жизнь, этот интеграционный процесс в странах ЕАСТ не оказывал такого же благотворного воздействия на экономику, как в конкурирующем с ней Европейском экономическом сообществе.
Перед Великобританией и другими странами ЕАСТ встала дилемма: или укреплять ЕАСТ, или добиваться присоединения к ЕЭС. Великобритания извлекла выгоду из необходимости общих тарифов для членов ЕАСТ, импортируя товары из Содружества Наций и продавая их другим членам ЕАСТ. Из-за быстрого развития ЕЭС и решения сосредоточиться на Европе, а не на Соединенных Штатах и нациях Содружества, типа Австралии, Канады и Новой Зеландии, как на торговом партнере, Великобритания попросила членство в ЕЭС в 1961 году. Однако в результате негативной позиции Франции эти переговоры закончились провалом в январе 1963 года, что привело к активизации деятельности ЕАСТ. К 1 января 1967 года были ликвидированы все таможенные пошлины и количественные ограничения в торговле промышленными товарами между странами-участницами (кроме Португалии). Год спустя были ликвидированы таможенные пошлины между ЕАСТ и Финляндией.
Выход Великобритании и Дании из ЕАСТ в 1972 году заметно ослабил эту организацию и вынудил оставшихся участников искать пути урегулирования экономических отношений с ЕЭС, являющимся основным торговым партнером стран-членов Ассоциации. В результате сложных переговоров все члены ЕАСТ, а также Финляндия заключили с ЕЭС соглашения о свободной торговле промышленными товарами, которые вступили в силу в 1973 году. На их основе было осуществлено взаимное снижение таможенных пошлин, которые были полностью отменены с 1 июля 1977 года. В результате этого в Западной Европе была образована зона свободной торговли, в состав которой вошли страны ЕС и ЕАСТ. В 1984 году ЕЭС и ЕАСТ заключили соглашение о создании единого хозяйственного пространства и о распространении сотрудничества на такие сферы, как экономическая, валютная и промышленная политика, НИОКР, экология, рыболовство, транспорт, чёрная металлургия. Одна за другой страны ЕАСТ стали выходить из ЕАСТ и присоединяться к ЕС. Португалия оставила ЕАСТ в 1986 году, Австрия, Швеция и Финляндия вошли в Европейский союз в 1995 году и, таким образом, прекратили быть членами ЕАСТ. К тому времени, в мае 1992 года ЕАСТ и ЕС заключили соглашение о Едином экономическом пространстве (свободное движение людей, товаров, услуг, капитала).
Оставшиеся члены ЕАСТ (Исландия, Норвегия, Швейцария и Лихтенштейн) продолжали заниматься контролем за полной реализацией Стокгольмского соглашения. Государства-члены ЕАСТ заключили соглашения о свободной торговле со странами Центральной и Восточной Европы, в том числе с Болгарией, Польшей, Румынией, Словакией и Чехией. Аналогичные декларации были подписаны с балтийскими государствами. В 2010 г. Соглашение о свободной торговле с ЕАСТ подписала Украина. Соглашения касаются торговли промышленными товарами и продукцией сельхозпереработки. Их целью является поддержка реформ в этой части Европы посредством стимулирования торговых связей.